# حلزون راه‌راه قهوه‌ای
حلزون راه راه قهوه‌ای (نام علمی: Eua zebrina) نام یک گونه از زیرراسته ستون‌چشم‌داران است.